# Summerville (Geórgia)
Summerville é uma cidade localizada no estado americano de Geórgia, no Condado de Chattooga.

## Demografia
Segundo o censo americano de 2000, a sua população era de 4556 habitantes.
Em 2006, foi estimada uma população de 4967, um aumento de 411 (9.0%).

## Geografia
De acordo com o United States Census Bureau tem uma área de 10,3 km², dos quais 10,3 km² cobertos por terra e 0,0 km² cobertos por água. Summerville localiza-se a aproximadamente 198 m acima do nível do mar.

## Localidades na vizinhança
O diagrama seguinte representa as localidades num raio de 28 km ao redor de Summerville.